# بهشية براغوانية
البَهْشِيِّة البراغوانية  أو المتة أو البهشية 
أو شاي الجزويت (باللاتينية: Ilex paraguariensis) هو نوع نباتي يتبع جنس البهشية من الفصيلة البهشية. موطنها المناطق شبه الاستوائية في الأرجنتين وبوليفيا والأوروغواي وباراغواي وجنوب البرازيل.
تستعمل أوراق البَهْشِيِّة البراغوانية بعد تجفيفها لإنتاج مشروب المتة المعروف بشاي البرازيل او شاي الباراجواي (Tea–The Paraguay)